# Alberto Mazzucato
Alberto Mazzucato (Udine, 28 luglio 1813 – Milano, 31 dicembre 1877) è stato un compositore e critico musicale italiano.

## Biografia
Studiò Matematica all'Università degli Studi di Padova, ma poi preferì dedicarsi alla musica, di cui aveva avuto i primi insegnamenti dalla madre. Compose otto opere tra il 1834 e il 1843, tra le quali quella di maggior successo fu Esmeralda, del 1838. Contribuì inoltre al pastiche La vergine di Kermo, del 1870, con musiche anche di Carlo Pedrotti, Antonio Cagnoni, Federico Ricci, Amilcare Ponchielli e Giovanni Pacini.
La prima opera, La fidanzata di Lammermoor, rappresentata prima a Padova e poco dopo a Milano, ebbe un buon successo e gli permise di scrivere l'opera successiva per il Teatro della Canobbiana di Milano, Don Chisciotte, che però non piacque. Fece quindi un viaggio a Parigi, nel corso del quale poté perfezionare il suo stile sotto l'influsso delle musiche di Beethoven, delle opere di Meyerbeer e della Juive di Halévy; tornato in Italia, diede l'Esmeralda, che ebbe un buon successo a Mantova, Udine e Milano. Le opere successive ebbero sorte alterna: I corsari cadde clamorosamente al Teatro alla Scala, mentre accoglienza migliore ebbero I due sergenti e Luigi V, re di Francia. L'ultima opera fu Hernani, rappresentata al Teatro Carlo Felice di Genova poco tempo prima dell'omonima opera di Verdi: fu un fiasco, in seguito al quale Mazzucato smise di comporre per concentrarsi sull'attività di insegnante. Entrò al Conservatorio di Milano nel 1839, e ne divenne direttore nel 1872. Tra i suoi allievi più importanti i compositori Arrigo Boito, Benedetto Junck, Isidore de Lara, Carlotta Ferrari, Antônio Carlos Gomes e Ivan Zajc, i soprani Marcella Lotti della Santa e Marietta Gazzaniga, il tenore Sims Reeves.
In qualità di giornalista, scrisse articoli per la Gazzetta Musicale di Milano tra il 1845 e il 1858. Insieme a Luigi Felice Rossi e Guglielmo Quarenghi fondò nel 1860 la Società di Santa Cecilia. Nel 1859 fu nominato maestro concertatore al Teatro alla Scala di Milano, posizione che mantenne fino al 1868. Tradusse in italiano importanti opere di teoria musicale, oltre al Grande Trattato di Strumentazione e di Orchestrazione Moderne di Berlioz.
Sposò Teresa Ninfa Bolza, figlia del commissario Luigi Bolza, dalla quale ebbe due figli: Elisa (7 luglio 1846 - 27 marzo 1937) e Giovanni Andrea (10 maggio 1850 - Londra agosto 1900) che emigrarono entrambi a Londra a fine anni Settanta. Elisa, cantante e compositrice, si sposò con il musicista Brigham Bicknell Young ed emigrò in Stati Uniti. Giovanni Andrea fu librettista, corrispondente del Corriere della Sera, traduttore e critico musicale.

## Composizioni

### Opere
- La fidanzata di Lammermoor (dramma per musica in due atti su libretto di Pietro Beltrame, Padova, Teatro Nuovissimo, 24 febbraio 1834)
- Don Chisciotte (melodramma giocoso in due atti su libretto di Jacopo Crescini, Milano, Teatro della Canobbiana, 26 aprile 1836)
- Esmeralda (dramma serio per musica in tre atti su libretto di Filippo De Boni, Mantova, Teatro Sociale, 10 febbraio 1838)
- Coro dei penitenti (musiche di scena per la tragedia Parisina di Antonio Somma, Trieste, Teatro Filodrammatico, 6 luglio 1838)
- I corsari (melodramma semiserio in due atti su libretto di Felice Romani, Milano, Teatro alla Scala, 1840)
- I due sergenti (melodramma in due atti su libretto di Felice Romani, Milano, Teatro Re, 27 febbraio 1841)
- Luigi V, re di Francia (opera seria in tre atti su libretto di Felice Romani, Milano, Teatro Re, 25 febbraio 1843)
- Hernani (dramma serio in due atti su libretto di Domenico Bancalari, Genova, Teatro Carlo Felice, 26 dicembre 1843)
- La vergine di Kermo (1870)

### Altro
- Quattro melodie (Il lago, Il bacio, Il pensiero della sera, Il canto d'amore)
- Hymne du soir dans les temples
- Ai Fratelli Triestini e Istriani (canzone)
- Una messa (Novara, 1841)
- Roma (inno facente parte di un trittico eseguito a Milano in Piazza del Duomo il 20 settembre 1871 per il decimo anniversario dell'unità d'Italia)